# Neurotecnologia

Imagens de ressonância magnética

Neurotecnologia é qualquer tecnologia que exerce influência na compreensão que as pessoas têm do cérebro e dos vários aspectos da consciência, do pensamento e demais atividades cerebrais de alto nível. Também inclui tecnologias desenvolvidas no intuito de melhorar e reparar funções cerebrais e permitir a pesquisadores e clínicos visualizar o cérebro.
O campo da neurotecnologia existe desde a primeira metade do século XX, mas tornou-se maduro somente em meados da década de 1980. A representação do cérebro por imagens revolucionou a área e estimulou o início de várias pesquisas visando o monitoramento direto de áreas do cérebro durante a realização de experimentos. De medicamentos farmacêuticos à varredura cerebral, a neurotecnologia passou a afetar diretamente a qualidade de vida da população de forma direta ou indireta, seja pelo uso de drogas como antidepressivos ou de exames da atividade cerebral.

## Tecnologias atuais
O campo da neurotecnologia abrange várias áreas de pesquisa e desenvolvimento, dentre as quais encontram-se:
- Imagem
  - ressonância magnética
  - tomografia computadorizada
  - tomografia por emissão de pósitrons
- Estimulação magnética
  - estimulação magnética transcraniana repetitiva
- Medição de superfície
  - eletroencefalografia
- Implantes
- Terapia celular
- Medicamentos